# إسماعيل فاروق
إسماعيل فاروق، (3 مايو 1974 -)، هو مُخرج مصري.

## مسيرته الفنية
عملَ إسماعيل فاروق مُخرج مصري، وُلدَ في مدينة القاهرة في عام (1974م)، كانت بدايته المهنية في وكالة طارق نور حيث عمل كَمُسَاعِدِ إِخْرَاجُ لطارق نور وروب بانوكي في الإعلانات، ثم انتقل إلى القناة الفضائية المصرية ثم عمل مخرج برامج، ومن بعدها في قناة دريم ثم روتانا كمخرج بروموشن، وانتقل بعد ذلك إلى إخراج العديد من أغانى الڤيديو كليب منهم أغنية (بوليكا) لعصام كاريكا، إلى أن تم اختياره بعد ذلك لإخراج أول فيلم سينمائي طويل وهو فيلم «90 دقيقة (فيلم)» لغادة عبد الرازق وسامو زين وزينة، وبعدها توالت الأفلام التي قام بإخراجها، منها: (ولاد البلد، عبده موتة، القشاش، واحد صعيدي).

## أعماله
| سنة العرض | اسم العمل         | نوع العمل | ملاحظات |
| --------- | ----------------- | --------- | ------- |
| 2006      | 90 دقيقة          | فيلم      | مخرج    |
| 2009      | ابقى قابلني       | فيلم      | مخرج    |
| 2009      | الأكاديمية        | فيلم      | مخرج    |
| 2012      | عبده موتة         | فيلم      | مخرج    |
| 2010      | ولاد البلد        | فيلم      | مخرج    |
| 2013      | كلبي دليلي        | فيلم      | مخرج    |
| 2012      | حصل خير           | فيلم      | مخرج    |
| 2013      | القشاش            | فيلم      | مخرج    |
| 2014      | واحد صعيدي        | فيلم      | مخرج    |
| 2014      | النبطشي           | فيلم      | مخرج    |
| 2015      | الخلبوص           | فيلم      | مخرج    |
| 2016      | اللي اختشوا ماتوا | فيلم      | مخرج    |
| 2017      | شاش X قطن         | مسلسل     | مخرج    |
| 2020      | ضربة معلم         | مسلسل     | مخرج    |
| 2020      | الأخ الكبير       | مسلسل     | مخرج    |
| 2021      | ورا كل باب ج 2    | مسلسل     | مخرج    |
| 2022      | مشوار الونش       | مسلسل     | مخرج    |
| 2023      | مغامرات كوكو      | فيلم      | مخرج    |
| 2024      | حق عرب            | مسلسل     | مخرج    |

## وصلات خارجية
- إسماعيل فاروق على موقع IMDb (الإنجليزية)
- إسماعيل فاروق على موقع قاعدة بيانات الأفلام العربية
- لم يتم العثور على روابط لمواقع التواصل الاجتماعي.

- صفحة المخرج في قاعدة بيانات الأفلام العربية